# Böja kyrka
Böja kyrka är en kyrkobyggnad som sedan 2002 tillhör Bergs församling (tidigare Böja församling) i Skara stift.  Den ligger i Böja kyrby i Skövde kommun.

## Kyrkobyggnaden
Johan Peringskiöld har under sina resor genom sina teckningar gett oss en dyrbar skatt beträffande Skara stifts kyrkor med medeltida anor. Böja 1200-tals kyrka utgör inget undantag. Ursprungligen bestod Böja kyrka av ett mindre rektangulärt långhus med ett kor med rakslutande korvägg i öster. Ett vapenhus byggt av liggtimmer har troligen tillkommit senare. Kyrkan saknade torn. Klockorna hade sin plats i en fristående med bräder inklädd klockstapel. belägen sydväst om kyrkan. Längre fram i tiden förmodligen under slutet av 1600-talet uppfördes ett torn med en hjälmformad huv och en mindre flersidig lanternin.

## Inventarier

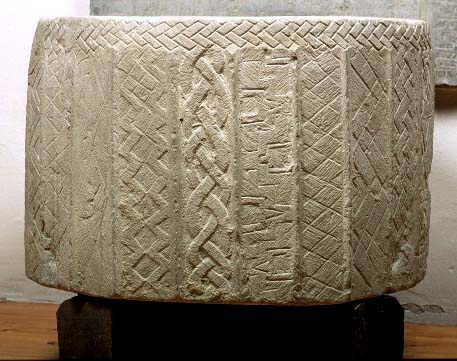
Dopfunt

- DopfuntDopfunt av sandsten. Anses utförd av Johannesgruppen och daterad till mitten av 1100-talet.
- Altaruppsats med centralmotivet "Kristus på korset" med två gestalter på vardera sida är snidad 1706 av bildhuggaren Jonas i Låstad.
- Predikstolen som tillkom 1698 anses utförd av samme bildhuggare som tillverkat altaruppsatsen. Den färgrika korgen i barock är prydd med bilder av Kristus och evangelisterna.
- Träskulpturer på södra väggen från ett tidigare altarskåp.
- Öppen bänkinedning.
- Läktarbröst utan särskild dekor.

## Orgel
På läktaren står en pneumatisk orgel med sex stämmor tillverkad 1936 av Herman Nordfors & co i Lidköping.
| Manual (C-g3)      | Pedal (C-d1) | Koppel     |
| ------------------ | ------------ | ---------- |
| Borduna 16'        | Subbas 16'   | Man/Ped    |
| Principal 8'       |              | Man 4'/Man |
| Rörflöjt 8'        |              |            |
| Salicional 8'      |              |            |
| Flüte octaviant 4' |              |            |

Crescendosvällare för hela orgeln.

## Galleri

### Bilder från altaruppsatsen och predikstolen

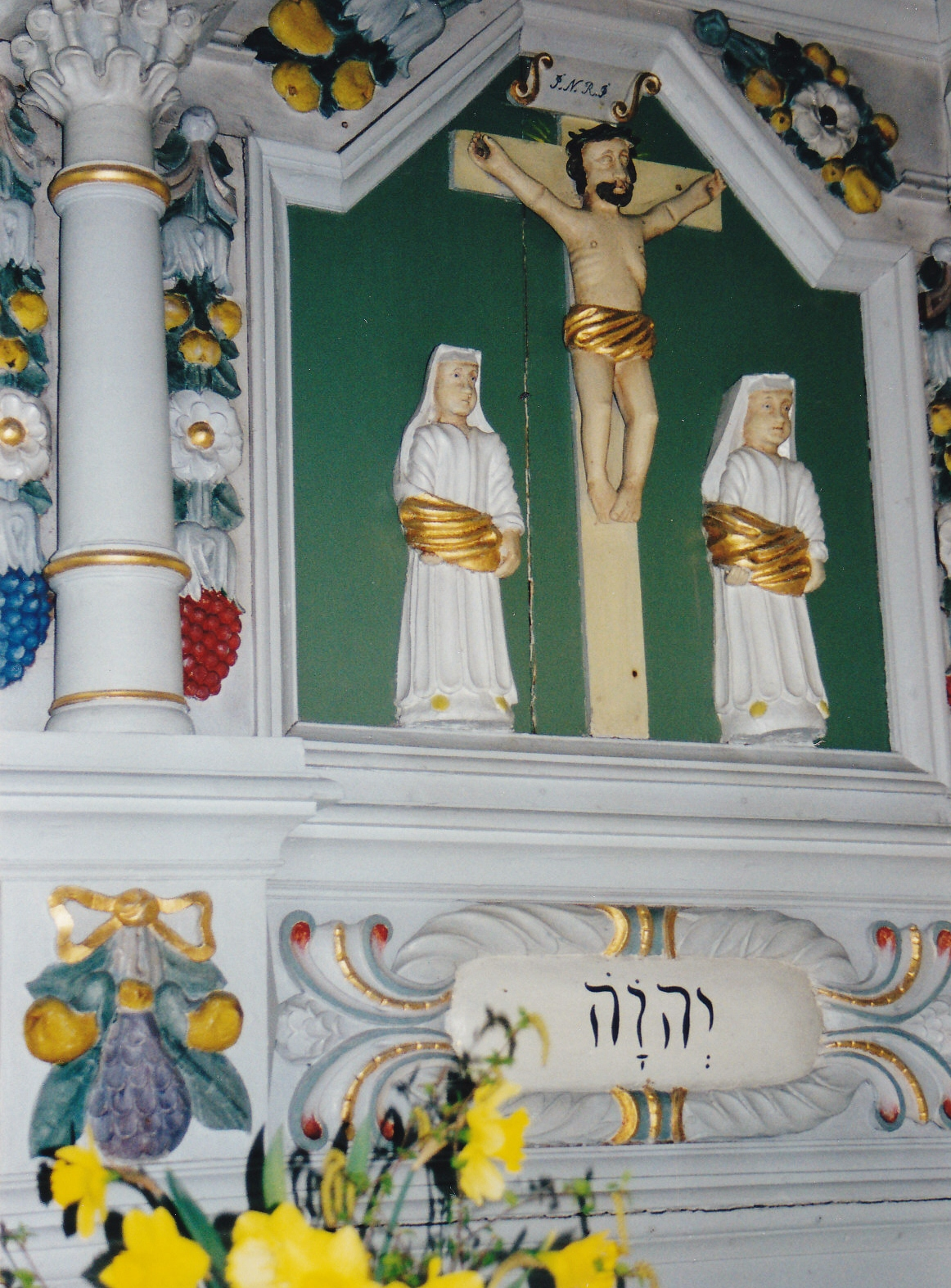
Kristi korsfästelse.Centralmotivet i altaruppsatsen.
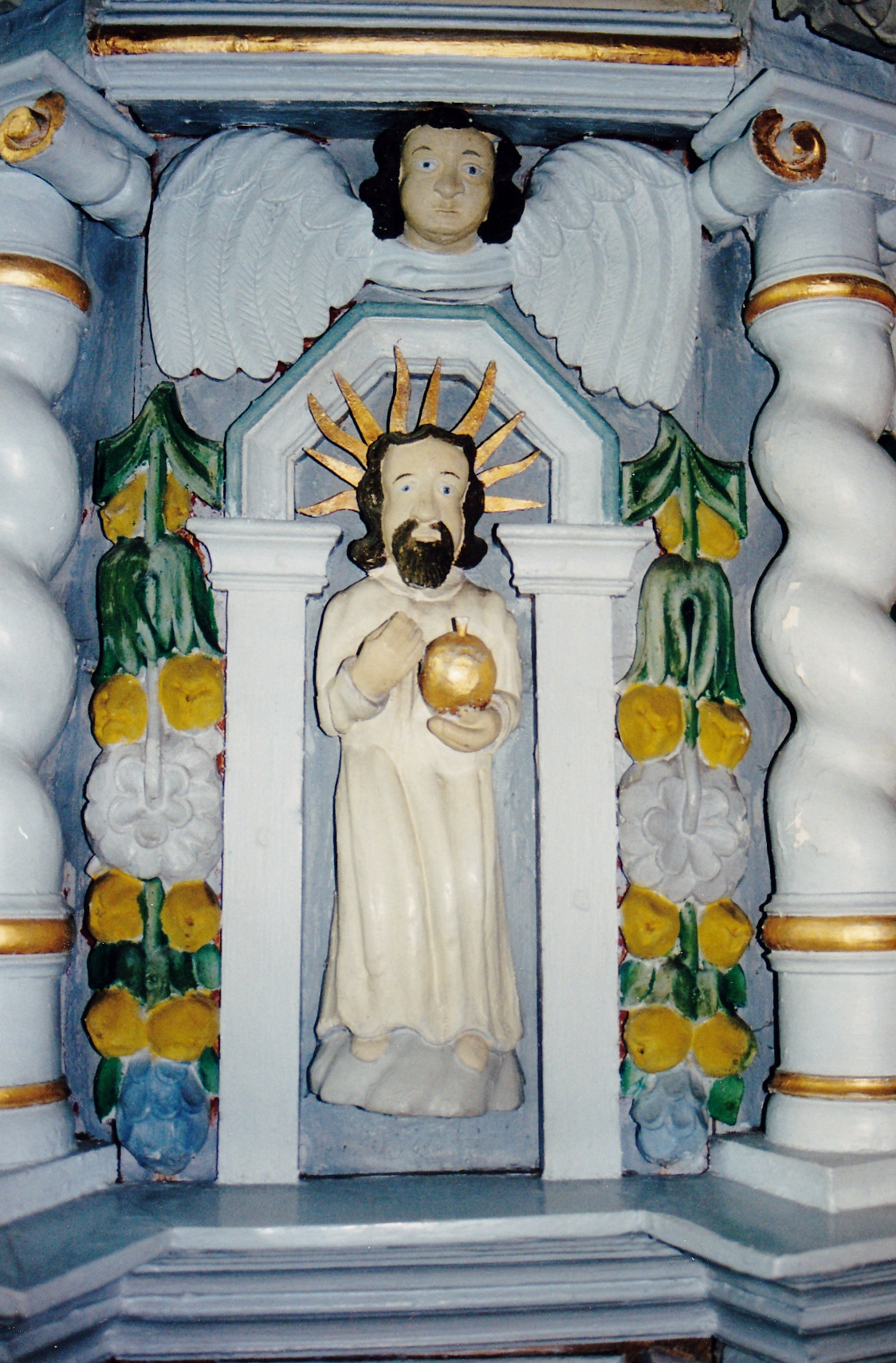
Kristus som världens frälsare
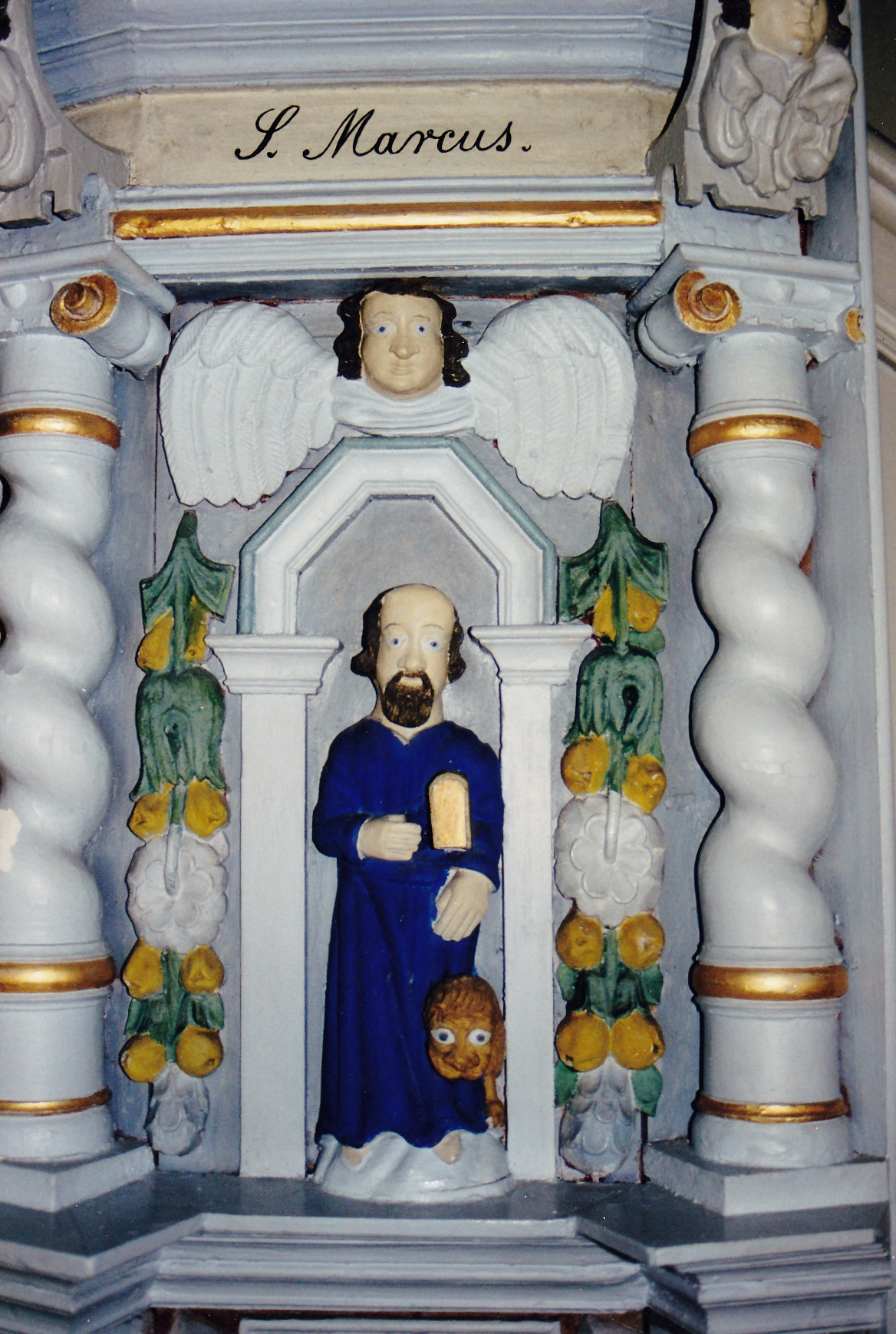
Sankt Markus
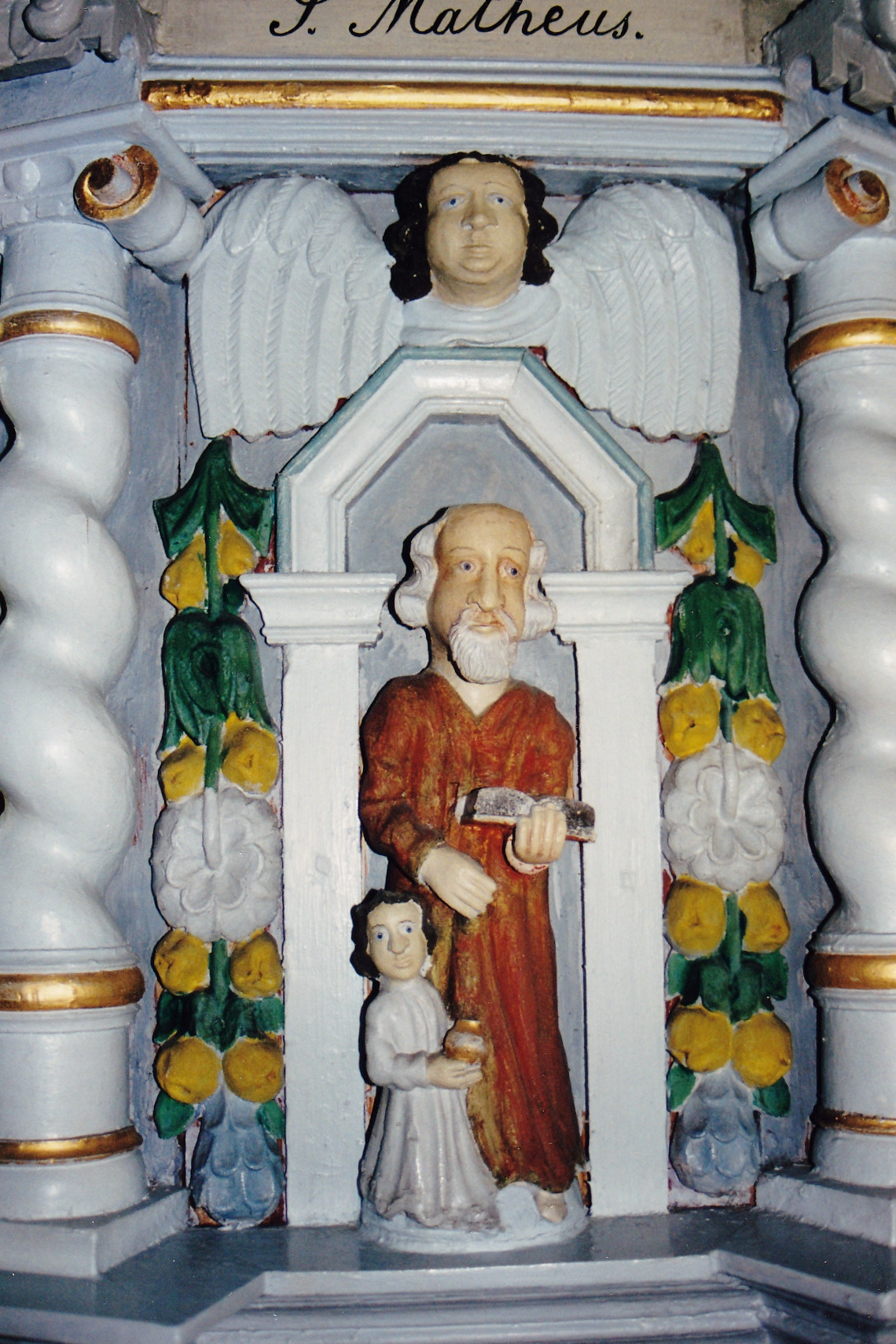
Sankt Matteus